# Cyborg (roman)
Pour les articles homonymes, voir Cyborg.
Cyborg est un roman de science-fiction de Martin Caidin publié par les éditions Denoël en avril 1972 aux États-Unis, où il représente le premier roman de la tétralogie Cyborg, et au 2e trimestre 1975 en France. Ceci inspira en 1973 pour la télévision américaine L'Homme qui valait trois milliards avec Lee Majors dans le rôle de Steve Austin.

## Résumé
Un pilote-astronaute, miraculeusement rescapé d'un accident catastrophique lors d'un vol, a perdu un œil, un bras et ses jambes. Il est transformé en cyborg grâce au docteur Wells, qui travaille dans le domaine de la bionique à l'OSI (Government Office of Scientific Information), dirigé par Oscar Goldman.

## Prolongements

### La quadrilogie américaine
Martin Caidin a poursuivi les aventures de Steve Austin, toujours inédite en France :
- Operation Nuke (1973)
- High Crystal (1974)
- Cyborg IV (1975)

### Adaptation
Ce roman a inspiré en 1973 aux producteurs de la télévision américaine une série appelée L'Homme qui valait trois milliards (The Six Million Dollar Man en VO), qui a connu un certain succès et, en 1976, a engendré une série dérivée intitulée Super Jaimie (The Bionic Woman en VO).